# Avenida Ferry (PATCO)
Avenida Ferry  es una estación en la línea PATCO del Port Authority Transit Corporation. La estación se encuentra localizada en 2600 Ferry Avenue en Camden, Nueva Jersey. La estación Avenida Ferry fue inaugurada el 7 de junio de 1936 y Walter Rand Transportation Center abrió el 15 de marzo de 2004. La Autoridad Portuaria del Río Delaware es la encargada por el mantenimiento y administración de la estación.

## Descripción y servicios
La estación Avenida Ferry cuenta con 1 plataforma central y 3 (1 sin usar) vías. La estación también cuenta con 1,900 de espacios de aparcamiento. 

## Conexiones
La estación es abastecida por las siguientes conexiones: 
- Rutas de autobuses de NJT Bus: 403, 451, 453.